# Tomentella fuscoferruginosa
Tomentella fuscoferruginosa är en svampart som först beskrevs av Giacopo Bresàdola, och fick sitt nu gällande namn av Viktor Litschauer 1941. Tomentella fuscoferruginosa ingår i släktet Tomentella och familjen Thelephoraceae.   Inga underarter finns listade i Catalogue of Life.